# Großlittgen

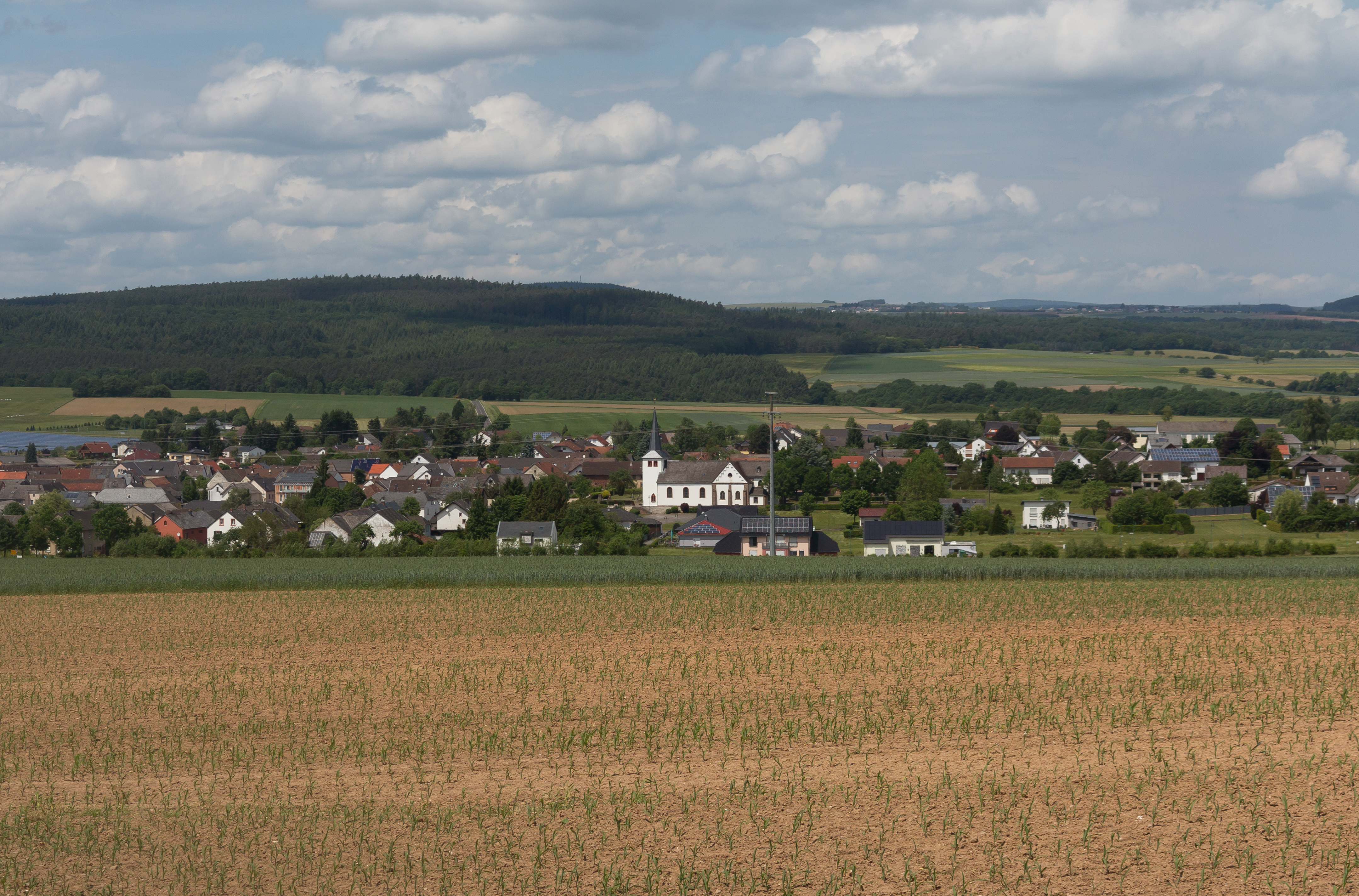
Grosslittgen, Blick auf das Dorf

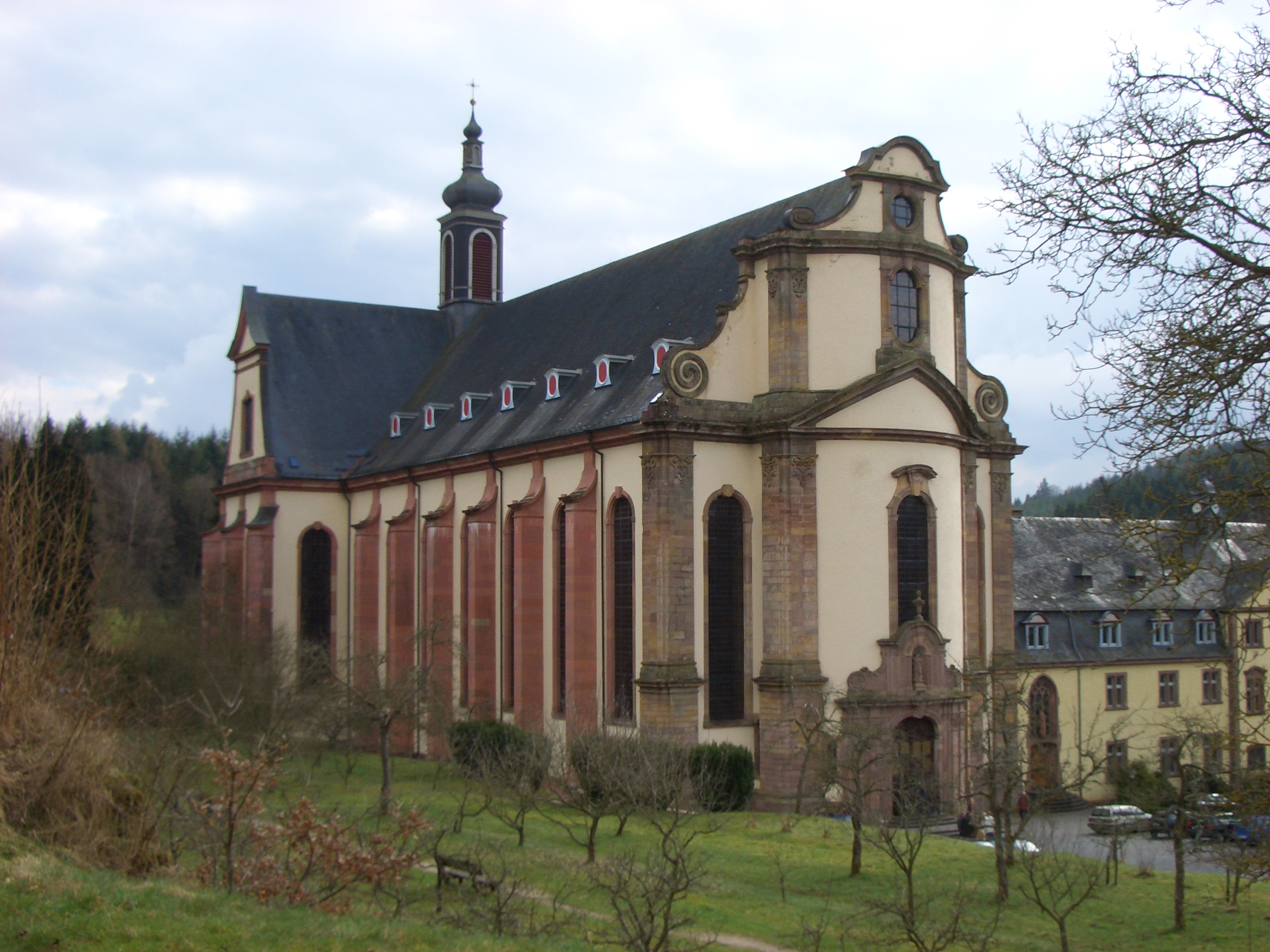
Abteikirche Himmerod

Großlittgen (Lautschrift in Eifeler Mundart: „Gruhssleehtchen“) in der Eifel  ist eine Ortsgemeinde im Landkreis Bernkastel-Wittlich in Rheinland-Pfalz. Sie gehört der Verbandsgemeinde Wittlich-Land an.

## Geschichte
Der Ort wurde im Jahr 912 als Lutiaco erstmals urkundlich erwähnt. 1134/35 gründete Bernhard von Clairvaux bei dem Ort die Zisterzienser-Abtei Himmerod. Während der Koalitionskriege geriet Großlittgen ab 1794 unter französische Herrschaft. 1802 wurde die Abtei aufgelöst. Aufgrund der im Jahr 1815 auf dem Wiener Kongress geschlossenen Verträge wurde das linksrheinische Gebiet und damit der Ort dem Königreich Preußen zugeordnet.
Im Jahre 1922 wurde das Kloster Himmerod durch deutsche Zisterzienser-Mönche aus der Abtei Marienstatt im Westerwald neu gegründet. Seit 1946 ist der Ort Teil des Landes Rheinland-Pfalz.

## Politik

### Bürgermeister
Anton Klas wurde am 6. Oktober 2020 ehrenamtlicher Ortsbürgermeister von Großlittgen.
Er wurde im Juni 2024 wiedergewählt.
Die Vorgänger waren Reinhold Graf von Oktober 2019 bis Juni 2020 sowie zuvor Karl-Heinz Hubo.

### Wappen
Die Blasonierung des Wappens lautet: „Unter silbernem Schildhaupt, darin ein rotes Balkenkreuz, durch eingeschweifte goldene Spitze, darin ein schwarzer Löwe, gespalten: rechts in Rot ein silbernes Schwert, links in Rot zwei ineinander geschlungene goldene Ringe.“
Es wurde 1987 von der Bezirksregierung Trier genehmigt.

## Kultur und Sehenswürdigkeiten
Zu Großlittgen gehört die Zisterzienser-Abtei Himmerod.
Siehe auch:
- Liste der Kulturdenkmäler in Großlittgen
- Liste der Naturdenkmale in Großlittgen

## Wirtschaft und Infrastruktur
Die Gemeinde hat einen Kindergarten und eine Grundschule. Im Süden verläuft die Bundesautobahn 60, im Osten die Bundesautobahn 1.

## Persönlichkeiten

### Söhne und Töchter von Großlittgen
- Robert Bootz (1650–1730), Zisterzienser-Abt
- Anselm Raskop (1697–1751), Zisterzienser-Abt
- Carl Hau (1881–1926), deutscher Jurist

### Mit Großlittgen verbundene Personen
- Wolfgang Altendorf (1921–2007), Schriftsteller, Verleger und Maler